# Harona Kala
Harona Kala is een bestuurslaag in het regentschap West-Soemba van de provincie Oost-Nusa Tenggara, Indonesië. Harona Kala telt 1416 inwoners (volkstelling 2010).